# Min Rager
 (avril 2011).
Si vous disposez d'ouvrages ou d'articles de référence ou si vous connaissez des sites web de qualité traitant du thème abordé ici, merci de compléter l'article en donnant les références utiles à sa vérifiabilité et en les liant à la section « Notes et références ».
Min Rager est une pianiste de jazz d'origine coréenne. 
Elle vit au Canada et a participé au festival de jazz de Montréal.

## Biographie
Née à Séoul, en Corée, Min Rager a commencé sa carrière de jazz en jouant dans les clubs de jazz locaux. Sa réputation grandit rapidement.
En 1997, elle déménage à Montréal pour fréquenter l'université McGill où elle a étudié avec Wray Downes, Jeff Johnston, Kevin Dean, André White, Gordon Foote et Jan Jarczyk.
Pendant son séjour à McGill, elle a continué à évoluer en tant que pianiste et compositeur et en sort en 2003 avec un prix d'excellence en Jazz Piano. En 2003 Min forme un quintet comme support pour ses compositions et arrangements originaux.
En 2004, ce groupe avec les membres de Kevin Dean - trompette, Kieran Overs - basse, André White - batterie et le saxophone alto Donny Kennedy font un enregistrement en studio pour la Beat CBC Radio II Jazz programme. Le show est diffusé à l'échelle nationale en octobre 2004 et a présenté un répertoire de nouvelles compositions écrites spécialement pour ces musiciens. L'enregistrement a été publié comme Min premier album Road Bright sur l'étiquette Effendi en octobre 2005.
Au Festival International de Jazz de Montréal au cours de cette même année, son quintette a été nommé pour le Grand Prix de jazz General Motors. Cette même année, Trio Min (avec André White à la batterie et Alec Walkington à la basse) réalisée à Montréal L'OFF Festival de Jazz où elle a été récipiendaire du prix « Meilleur nouvel artiste ».
En 2008, Min Rager reçoit une commande de Radio-Canada pour composer une suite pour deux pianos jazz. Le travail, d'une durée de 10 minutes, a été présenté à l'Union européenne de radiodiffusion dans le cadre du Projet Haendel 2009 pour célébrer le 250e anniversaire de la mort du compositeur. Min a ensuite été enregistrée par la CBC dans le cadre d'un concert à la Salle Pollack avec NYC saxophoniste ténor Walt Weiskopf et est disponible pour écouter sur le site Web de CBC Concerts à la demande.
Min Rager est actuellement en personnel[Quoi ?], tant à l'Université McGill en tant que membre du corps professoral à temps partiel où elle enseigne au département de jazz et au conservatoire de l'Université McGill où elle enseigne le piano jazz.

## Discographie
- First Steps (2009)